# Rizocéfalo
Rhizocephala é um grupo de crustáceos da classe Cirripedia (à qual pertencem os percebes e as cracas), que são parasitas de outros crustáceos, como os camarões e os caranguejos. Por esta razão, estes animais possuem adaptações que não permitem, à primeira vista, associá-los aos restantes crustáceos; de facto, é difícil sequer identificá-los como um ser vivo separado do seu hospedeiro.
Um rizocéfalo (das palavras gregas que significam “raiz” e “cabeça”) adulto não tem apêndices, nem o corpo segmentado e perdeu todos os órgãos internos, com excepção das gónadas e resíduos do sistema nervoso.
Um náuplio fêmea tem a sua primeira metamorfose assim que se agarra a um hospedeiro, ramificando-se principalmente à volta do seu sistema digestivo. O rizocéfalo produz um órgão em forma de saco, o externa, que contém os ovários, que só se tornam activos quando um náuplio-macho se funde com este órgão. Os ovos são de dois tipos: ovos grandes que produzem náuplios-machos e ovos pequenos que produzem fêmeas.
O hospedeiro cuida do externa do parasita como se fosse o seu próprio e não sofre mais mudas, nem produz os seus próprios ovos.